# Passalus fastigatus
Passalus fastigatus là một loài bọ cánh cứng trong họ Passalidae. Loài này được Fonseca miêu tả khoa học năm 1999.